# Blanche Bonde
Blanche Charlotte Eleonore Bonde, född Dickson 15 juli 1875 i Göteborg, död 20 augusti 1960 i Fjärås, Hallands län, var en svensk grevinna och hunduppfödare.
Hon var dotter till James Fredrik Dickson (1844–1898) och Blanche Dickson (1856–1906). Hon gifte sig den 12 maj 1896 med greve Carl Gustaf Carlsson Bonde af Björnö (1872–1957) och tillsammans hade de sönerna Carl (född 1897), Thord (född 1900), Nils (född 1905) och Thure (född 1908). I och med giftermålet fick hon anknytning till Säfstaholms, Vibyholms och Hörningsholms slott i Södermanland. Dessutom ärvde hon Tjolöholms slott i Halland efter sin mors död 1906, där familjen Bonde bodde fram till 1920, då makarna skilde sig. Efter det bodde Blanche Bonde i Stockholm under vinterhalvåret, men tillbringade somrarna och helgerna på Tjolöholm fram till 1951. Tjolöholm stod sedan ouppvärmt men var i hennes ägo fram till hennes död 1960, då hela egendomen köptes av Göteborgs stad som öppnade slottet för allmänheten.
Hon drev Kennel Tjolö där hon i början av 1900-talet startade uppfödning av hundrasen Pomeranian (eller dvärgspets som det hette på den tiden). Hon var den första uppfödaren i Sverige att importera rasen från England och hade en speciellt framgångsrik dvärgspets, Zulu, som på en hundutställning i Göteborg 1923 beskrevs som att ”ha en storartad päls och en hund mycket nära fullkomligheten”. 1924 var hon också först med att importera en Cairnterrier till Sverige. Hon mottog 1929 Hamiltonplaketten för sina goda insatser inom hundaveln. På 1930-talet var hon vice ordförande i Dvärghundklubben.
Göteborgs stadsmuseum har drygt 500 föremål, mestadels klädesplagg, skor och leksaker, förvärvade 1961 från Blanche Bonde. Världskulturmuseet i Göteborg har ett 20-tal föremål, mestadels textiler och vävnader, förvärvade 1962 från Blanche Bondes arvingar genom direktören, greve Thure Carlsson Bonde i Stockholm. Textilierna är huvudsakligen från Turkiet och Indien. Vävnaderna från en missionsstation i Baranagar i Bengalen tillhörande Church of England Zenana Mission Society insamlades av Blanche Bondes moster Constance Dickson, som verkade som missionär i Indien.